# ماریا گیگوا
ماریا گیگوا (به بلغاری: Maria Gigova) ژیمناست زادهٔ ۲۱ آوریل ۱۹۴۷ میلادی اهل کشور بلغارستان است.